# Erik-Anders
Erik-Anders là một trang trại nằm ở Söderala, trong đô thị Söderhamn, Gävleborg, Thụy Điển. Nó là một trong số bảy trang trại của Hälsingland được UNESCO công nhận là Di sản thế giới từ năm 2012. Đây cũng là một di tích lịch sử văn hóa của Thụy Điển được xếp hạng từ năm 2008.

## Lịch sử
Trang trại mang tên của người nông dân Erik Andersson (1788-1874) người đã xây dựng lại nơi cư trú chính trong khoảng thời gian từ 1813 đến 1827. Phòng tiếp tân rộng rãi và đồ trang trí của nó là minh chứng cho sự giàu có của chủ sở hữu. Gia đình sau đó đã phải chịu những thất hại đe dọa đến việc duy trì trang trại, hai người con trai của Erik Andersson thì người anh di cư sang Hoa Kỳ trong khi người em vẫn bất tỉnh sau một tai nạn ngựa. Tài sản được chuyển giao qua một số gia đình, những người đã thiết lập một số hạng mục như nhà bếp trong nửa đầu thế kỷ 20. Các tòa nhà phụ trợ cũ cũng được thay thế vào những năm 1910, chuồng ngựa và một số công trình khác cũng được thêm vào. Các tòa nhà của trang trại đã được khôi phục từ năm 1993, đặc biệt là các bức tranh treo tường và giấy dán tường.

## Kiến trúc
Ngôi nhà chính có mái thanh lịch và mặt tiền lớn sơn màu vàng, tòa nhà chính có sự xuất hiện của một trang viên. Theo thời gian, màu vàng dần chuyển sang màu đỏ. Trang trí nội thất của phòng tiếp tân được thực hiện bởi một nhóm các họa sĩ Rättvik được gọi là "Knutesmålarna", được coi là điển hình của các trang viên thế kỷ 19 với màu sắc rất rõ ràng.